# Нью-Ривер (приток Корантейна)
Нью-Ривер, Верхний Корантейн (англ. New River, Upper Corentyne; нидерл. Nieuwe rivier, Boven-Corantijn) — левый приток Корантейна.
Обнаружен в 1871 году канадским геологом и по совместительству путешественником Баррингтоном Брауном к западу от Кутари, давшим ему наименование Нью-Ривер. Река оказалась шире Кутари. Позже учёные стали считать русло Корантейна расположенным в её пределах. Таким образом, ей был присвоен статус пограничной реки.
Два вышеуказанных вопроса явились источниками разногласий. Впервые голландцы предъявили права на территорию площадью 1, 5 млн га, лежащую к востоку от реки и получившую наименование «Треугольник Нью-Ривер», в 1899 году. Однако реакции на данное требование не последовало.
В 1920-х годах геологи исследовали её и пришли к выводу о вероятности расположения в районе спорной территории залежей нефти. В 1936 году Бразилия, Великобритания и Нидерланды провели совместную экспедицию, установив пограничный стык в месте истока Кутари.
Тем не менее конфликт между Гайаной и Суринамом за обладание регионом усугубился: происходили мелкие стычки. Голландцы предъявили права на территорию вновь в 1962 году. Декретом от 5 мая 1965 года правительство Великобритании утвердило «официальное и корректное» наименование реки — Нью-Ривер, или Верхний Корантейн.
В 1966 году они вернулись к своему требованию для реализации плана по модернизации земель, лежащих в районе Нижнего Корантейна, в частности Апуры, с другой стороны от которой располагались Корантейн и Ореалла. Близ Бакхёйса начали функционировать крупные бокситовые рудники. Между городами были проложены пути сообщения с целью транспортировки полезных ископаемых.
В 1969 году воинское подразделение вооружённых сил Суринама осуществило нападение на «Треугольник Нью-Ривер», отбитое Силами обороны Гайаны. Произошла перестрелка, однако стороны не понесли каких бы то ни было потерь.
Впоследствии правительства Гайаны и Суринама договорились возобновить переговоры с целью организации мирного решения вопроса. В связи с этим государства отказались от овладения территорией на протяжении ряда десятков лет. Они отложили процесс бурения нефти в связи с рассмотрением вопроса в судах ООН. Более того: в последнее время Гайана и Суринам приступили к поиску способов активизации межгосударственной торговли и туризма и обсуждают возможность возведения моста через Корантейн.